# Libmanan-Caves-Nationalpark
Der Libmanan-Caves-Nationalpark liegt in der Provinz Camarines Sur auf der Insel Luzon, in den Philippinen. Der Nationalpark wurde am 6. Februar 1934 auf einer Fläche von 19,40 Hektar auf dem Gebiet der Großraumgemeinde Libmanan etabliert.
Der Nationalpark dient dem Schutz der zahlreichen Höhlensysteme, die in dem Gebiet liegen. Diese sind die Alinsanay Cave, Balinsasayaw Cave, Binubon Cave, Kalangkawan Cave und die Taros-taros Cave. Sie sind mit einem Boot befahrbar bis zu einer Tiefe von 60 Metern.